# Tifocesinos
Tifocesinos (Typhocesini) é uma tribo de coleópteros da subfamília Cerambycinae.

## Sistemática
- Ordem Coleoptera
  - Subordem Polyphaga
    - Infraordem Cucujiformia
      - Superfamília Chrysomeloidea
        - Família Cerambycidae
          - Subfamília Cerambycinae
            - Tribo Typhocesini (Lacordaire, 1869)
              - Gênero Bixorestes (Pascoe, 1867)
              - Gênero Hemesthocera (Newman, 1850)
              - Gênero Taphos (Pascoe, 1864)
              - Gênero Typhocesis (Pascoe, 1863)